# 영산신씨 초당공파 묘역
영산신씨 초당공파 묘역은 대한민국 충청북도 증평군 증평읍 덕상리에 있다. 2009년 10월 21일 증평군의 향토유적 제17호로 지정되었다.

## 참고 문헌
- 영산신씨초당공파묘역 - 증평군 지정문화재(향토유적)